# Kevin Ayers

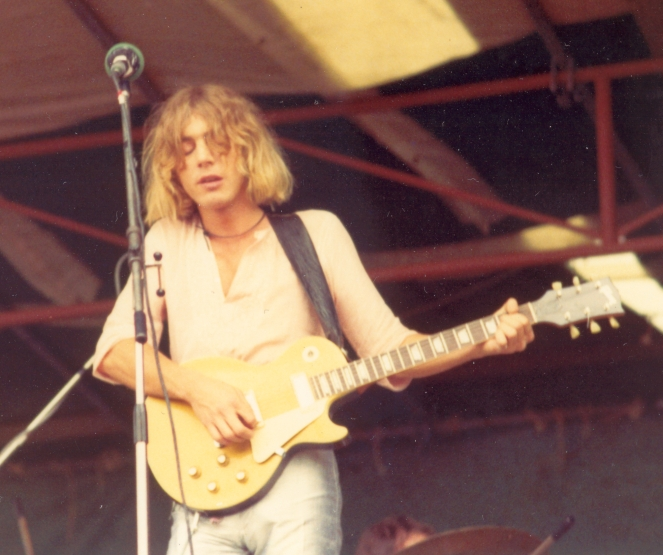
Kevin Ayers în concert în 1974

Kevin Ayers (n. 16 august 1944 în Herne Bay, Kent - d. 18 februarie 2013 în Montolieu, Franța) a fost un compozitor englez având o influență majoră în dezvoltarea curentului psihedelic în Anglia. DJ-ul de la BBC John Peel a scris în autobiografia sa că "Talentul lui Ayers este atât de ascuțit încât s-ar putea efectua o operație la ochi cu el". 
Ayers a fost membru fondator al trupei Soft Machine, pionieră în muzica psihedelică la sfârșitul anilor 1960 și asociată cu Canterbury scene. Ayers a înregistrat o serie de albume ca artist solo dar a colaborat de-a lungul anilor și cu nume ca Brian Eno, Syd Barrett, John Cale, Robert Wyatt, Andy Summers, Mike Oldfield, Nico și Ollie Halsall printre alții. După ce a locuit pentru mulți ani în Deià, Mallorca s-a întors în Regatul Unit la mijlocul anilor 1990. În prezent locuiește în sudul Franței. Cel mai recent album al său Unfairground a fost înregistrat în New York City, Tucson, Arizona și Londra în 2006.